# Vissling
| Vissling |
| --- |
| Olika sätt att vissla med hjälp av fingrar (ur Le Monde illustré, 1893). - Betydelse – ljudframställning med hjälp av munnen (med eller utan fingrar) - Karaktär – ger en ljus och ofta skarp och genomträngade ton - Användning – varning, uppskattning, kritik, musik, språk - Etymologi – ljudhärmande ord, från yngre fornsvenska (då stavat som hvisla) |

Vissling är ett sätt att framställa ljud med munnen, genom en liten rundning av läpparna. Det ger en ljus och ofta skarp och genomträngande ton. Detta används som varning, uppmärksammande, uppskattning, kritik, musik eller språk.

## Framställning
Visslingen åstadkoms genom en konstant luftström från munnen. Munnen utgör resonansrum för att förstärka ljudet.
Olika varianter av visslingar skapas med hjälp av olika användning av tunga, läppar, tänder eller fingrar i skapande av luftrörelsen. En busvissling är en skarp, skärande vissling, med eller utan hjälp av fingrar som sätts i mungiporna.

## Användning
Visslandet kan användas i en mängd olika syften. Många av dessa handlar om att väcka uppmärksamhet, genom möjligheten att framställa ett skarpt och genomträngande ljud. Man kan vissla på en melodi, "vissla efter flickor" (positivt uppmärksammande eller trakasserier) eller busvissla för att uttrycka besvikelse med något. Ett samfällt visslande av en grupp människor kan benämnas visselkonsert och förekommer ibland i publiken i samband med idrottstävlingar.
Silbo Gomero är ett språk på den kanariska ön La Gomera. Genom olika typer av visslingar kommunicerar människor över dalar och avstånd dit rösten inte bär.
Även andra skarpa/ljusa läten kan benämnas som visslingar. Det inkluderar vindens visslande i telefontrådar eller en kaffepannas visslande.

## Etymologi
Ordet vissla är belagt i svenska språket sedan yngre fornsvensk tid, tidigast med stavningen hvisla. Ordet är ljudhärmande, i likhet med engelskans whistle.